# Erich Zeigner

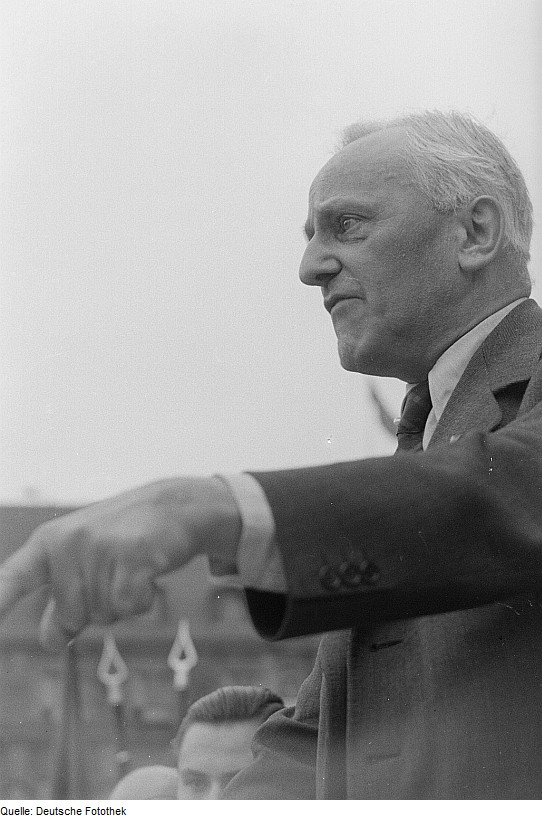
Zeigner bei einer Friedenskundgebung 1948

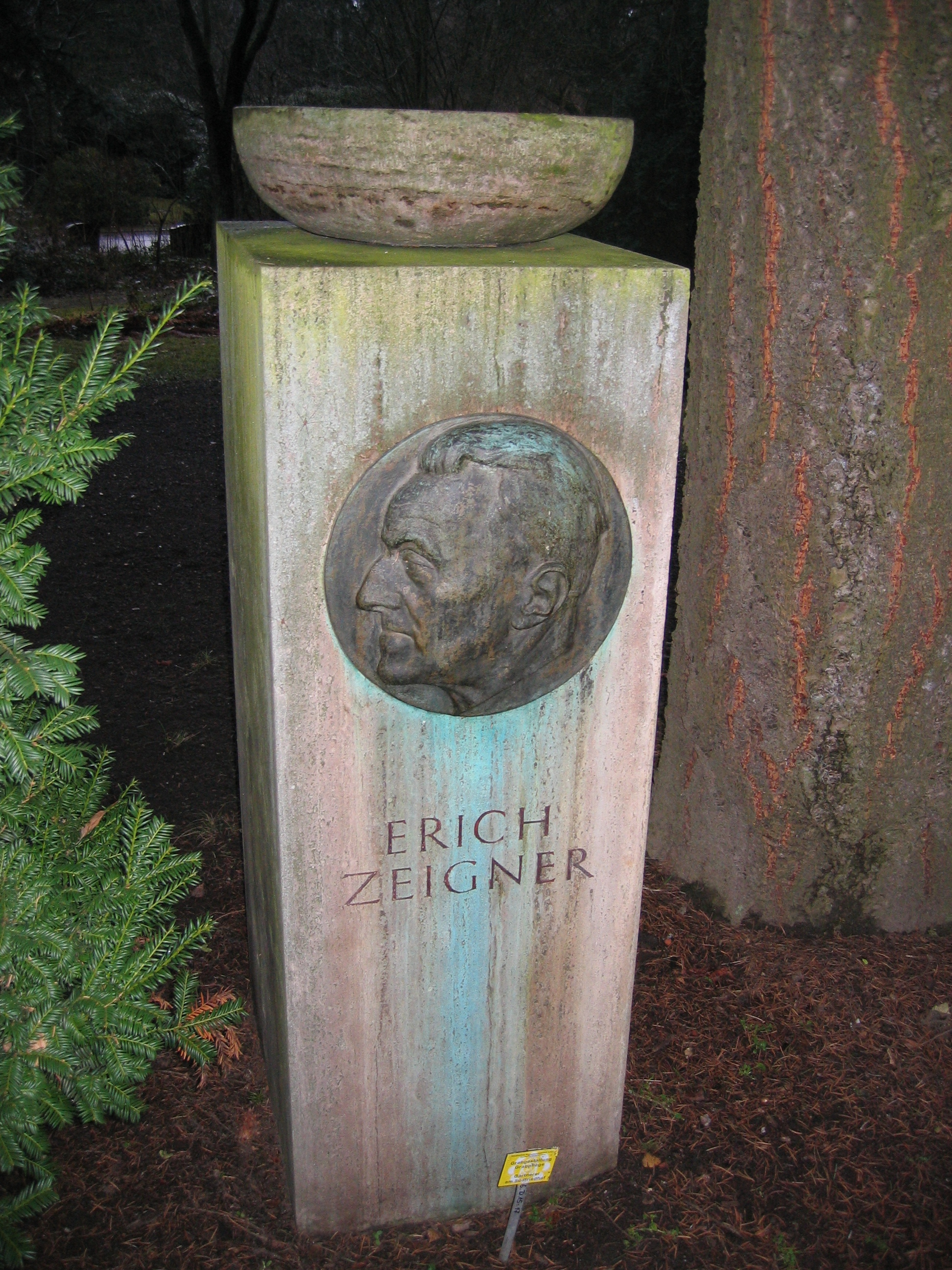
Zeigners Grabstein auf dem Leipziger Südfriedhof

Erich Richard Moritz Zeigner (* 17. Februar 1886 in Erfurt; † 5. April 1949 in Leipzig) war Jurist und Politiker (SPD, SED). Im Jahr des Deutschen Oktobers regierte er 1923 für einige Monate als Ministerpräsident den Freistaat Sachsen. Von Juli 1945 bis zu seinem Tod war er der von der sowjetischen Besatzungsmacht eingesetzte Oberbürgermeister von Leipzig.

## Leben
Erich Zeigner war der Sohn eines Verwaltungsangestellten. Seine Familie zog 1894 von Erfurt nach Leipzig. Von 1896 bis 1905 besuchte er dort das Petri-Realgymnasium. Von 1905 bis 1913 studierte er an der Universität Leipzig Rechtswissenschaft und Volkswirtschaft und promovierte dort 1913.
Nach dem Studium war Zeigner Assessor bei der Staatsanwaltschaft Leipzig. 1918 wurde er Staatsanwalt. Nachdem er 1919 der SPD beigetreten war, wurde er als Staatsanwalt abberufen und als Richter an das Landgericht Leipzig versetzt.
Im August 1921 wurde Zeigner sächsischer Justizminister in der Regierung von Ministerpräsident Wilhelm Buck. Am 21. März 1923 wurde er zum dritten Ministerpräsidenten des Freistaates Sachsen gewählt. Nachdem er am 10. Oktober 1923 zwei Mitglieder der KPD in seine Regierung (siehe Gesamtministerium Zeigner) aufnahm, wurde er am 29. Oktober 1923 durch Reichspräsident Friedrich Ebert (SPD) unter Anwendung der Reichsexekution als Ministerpräsident abgesetzt. Am 21. November 1923 wurde Zeigner festgenommen und im Frühjahr 1924 wegen „Bestechlichkeit und Aktenunterschlagung im Amt“ zu drei Jahren Haft verurteilt, aus der er im August 1925 auf Bewährung entlassen wurde.
Von 1925 bis 1928 war Zeigner Lehrer an der Bundesschule des Arbeiter-Turn- und Sportbundes in Leipzig. Von 1928 bis 1933 arbeitete er als Journalist bei verschiedenen sächsischen Parteizeitungen und war Leiter einer Rechtsauskunftsstelle der SPD in Leipzig. 1932 gehörte er zu den Unterzeichnern des Dringenden Appells zum Zusammengehen von SPD und KPD im Wahlkampf für die Reichstagswahl im Juli.
Nach der Machtergreifung der NSDAP wurde Zeigner im August 1933 wegen illegaler antifaschistischer Arbeit inhaftiert, im Prozess aber 1935 freigesprochen. Seitdem musste er von Gelegenheitsarbeiten leben. 1939 erneut für kürzere Zeit inhaftiert, arbeitete er anschließend als Buchhalter in Leipzig. Nach dem gescheiterten Attentat vom 20. Juli 1944 gegen Hitler wurde Zeigner neben Stanislaw Trabalski, Heinrich Fleißner und weiteren Leipziger Sozialdemokraten in das KZ Sachsenhausen verschleppt. Im August 1944 wurde er ins KZ Buchenwald gebracht.
Zeigner kehrte 1945 nach Leipzig zurück, wo ihn der amerikanische Stadtkommandant im Juni/Juli 1945 zum Rechtsrat am Kulturamt der Stadt Leipzig bestimmte. Nach der Unterstellung Leipzigs unter die Sowjetische Militäradministration in Deutschland setzte ihn am 16. Juli 1945 der Befehlshaber in Leipzig, Generalleutnant Nikolai Iwanowitsch Trufanow, als Oberbürgermeister ein. Dieses Amt führte Zeigner bis zu seinem Tod. Im Oktober 1946 wurde er durch eine Wahl bestätigt.
Im Jahr 1945/1946 war Zeigner Mitglied des erweiterten SPD-Bezirksausschusses Leipzig. Im April 1946 gehörte er infolge der Zwangsvereinigung von SPD und KPD zur SED zu den Mitbegründern der SED in Leipzig und Sachsen und war Mitglied der SED-Programmkommission. Zwischen 1946 und 1949 war er Abgeordneter der SED im Sächsischen Landtag. 1948/1949 gehörte er dem Deutschen Volksrat an.
Im Mai 1947 wurde Zeigner zum Honorarprofessor für Verwaltungslehre an der Gesellschaftswissenschaftlichen Fakultät der Universität Leipzig ernannt. Außerdem wurde er Leiter des Instituts für Kommunalwissenschaften, dessen Gründung er initiiert hatte. Im Oktober 1948 wurde er zum ordentlichen Professor für Verwaltungslehre berufen. Er starb 1949 infolge einer schweren Krankheit im Alter von 63 Jahren.

## Gedenken
Erich Zeigners letzte Ruhestätte befindet sich auf dem Leipziger Südfriedhof (Abteilung XI); nach ihm wurde eine wichtige Verbindungsstraße im Leipziger Stadtteil Plagwitz (Erich-Zeigner-Allee) benannt. Ein Verein unterhält in Zeigners Leipziger Wohnhaus ein kleines Museum und engagiert sich im Sinne des ehemaligen Oberbürgermeisters mittels politischer Bildung gegen Rechtsextremismus. Ein Abbild in Stein befindet sich auf dem Gelände des Conne Island Leipzig.